# William Kent
William Kent (født 1685 i Bridlington, Yorkshire, død 12. april 1748 i London) var en engelsk arkitekt og maler.
Han kom 1704 i lære i London og uddannedes derefter i udlandet (Rom) 1710-19. Hjemvendt steg han snart til hofmaler og overbygmester og kom til at indtage en ledende stilling som tidens kunstdommer og smagsorakel.
Kent udfoldede selv en omfattende virksomhed som maler, dekoratør, kunstindustriel tegner, bygmester og havekunstner. På de to sidste områder ydede han sit bedste: arbejder for sin beskytter, Lord Burlington, Chiswick House, nordfacaden til Treasury Building i Whitehall, udkast til landhuset Holkham Hall i Norfolk og andre skønne haveanlæg, hvormed han fornyede engelsk havekunst: Kensington Gardens, Claremont Landscape Garden etc.
Som portræt- og kunstmaler var han lidet betydelig; han udførte en stor mængde loftsdekorationer, således for sir Robert Walpole.